# Bidaspa odosia
Bidaspa odosia är en fjärilsart som beskrevs av Hans Fruhstorfer 1912. Bidaspa odosia ingår i släktet Bidaspa och familjen juvelvingar. Inga underarter finns listade i Catalogue of Life.